# Arctocebus
Arctocebus è un genere di primati strepsirrhini, appartenente alla famiglia dei lorisidi.

Al genere sono ascritti i maki ursini, anche detti angwantibo in lingua locale.

## Distribuzione
I rappresentanti del genere sono diffusi in Africa, dove abitano la foresta pluviale delle zone comprese fra Nigeria e Zaire nord-orientale.

## Descrizione

### Dimensioni
Si tratta di animali lunghi una trentina di centimetri, per un peso di circa mezzo chilo.

### Aspetto
Il pelo è di colore bruno-giallastro, da qui il nome comune di "potto dorati". Il muso è più allungato rispetto a quello degli altri lorisidi, mentre le orecchie sono arrotondate ed il corpo tozzo e robusto: questo, assieme alla quasi totale assenza di coda, li rende somiglianti ad orsi in miniatura, da qui il nome comune di "maki ursini".

## Comportamento
Questi animali sono notturni ed arboricoli: preferiscono spostarsi sui rami bassi e fra i cespugli, senza peraltro toccare mai il suolo. Durante il giorno dormono appallottolati fra le foglie.

Si muovono con estrema lentezza, percorrendo i rami con andamento elicoidale: se avvistano o sentono l'odore di un potenziale predatore, o se vengono illuminati da luce bianca, rallentano la loro andatura o si fermano del tutto, rimanendo immobili per ore.

### Alimentazione
Si nutrono principalmente di invertebrati (in particolare bruchi), pur non disdegnando sporadicamente della frutta.

### Riproduzione
Il maschio si accoppia con tutte le femmine che vivono nei pressi del suo territorio: l'accoppiamento avviene coi due animali appesi a un ramo.

La gestazione dura poco più di quattro mesi, al termine dei quali nasce un unico cucciolo, che inizialmente viene portato aggrappato al ventre materno, mentre in seguito viene lasciato su un ramo mentre la madre va in cerca di cibo.

Il cucciolo viene svezzato attorno ai quattro mesi di vita, dopo circa due mesi lascia la madre e attorno ai dieci mesi diventa maturo sessualmente.

## Tassonomia
Famiglia Lorisidae
- Sottofamiglia Lorinae
- Sottofamiglia Perodicticinae
- Genere Arctocebus
  - Arctocebus aureus - maki ursino dorato
  - Arctocebus calabarensis - maki ursino di Calabar